# Agnosia
Agnosia is een geslacht van vlinders uit de onderfamilie Smerinthinae van de familie pijlstaarten (Sphingidae).

## Soorten
- Agnosia microta (Hampson, 1907)
- Agnosia orneus (Westwood, 1847)